# Statistiche e record di Ana Ivanović
| Finali in carriera                               |                            |       |       |     |      |
| Specialità                                       | Categoria                  | Vinte | Perse | Tot | V %  |
| Singolare                                        | Grande Slam                | 1     | 2     | 3   | 33%  |
| Singolare                                        | Olimpiadi estive           | 0     | 0     | 0   | -    |
| Singolare                                        | WTA Finals                 | 0     | 0     | 0   | -    |
| Singolare                                        | Tournament of Champions    | 2     | 0     | 2   | 100% |
| Singolare                                        | WTA Premier Mandatory & 5* | 3     | 3     | 6   | 50%  |
| Singolare                                        | WTA Premier & Tour         | 9     | 2     | 11  | 82%  |
| Singolare                                        | Totale                     | 15    | 8     | 23  | 65%  |
| Doppio                                           | Grande Slam                | 0     | 0     | 0   | -    |
| Doppio                                           | Olimpiadi estive           | 0     | 0     | 0   | -    |
| Doppio                                           | Torneo di fine anno        | -     | -     | -   | -    |
| Doppio                                           | WTA Premier Mandatory & 5* | 0     | 0     | 0   | -    |
| Doppio                                           | WTA Premier & Tour         | 0     | 1     | 1   | 0%   |
| Doppio                                           | Totale                     | 0     | 1     | 1   | 0%   |
| * Conosciuti in precedenza come tornei "Tier I". |                            |       |       |     |      |

In questa pagina sono riportare le statistiche realizzate da Ana Ivanović durante la sua carriera tennistica.

## Carriera tennistica

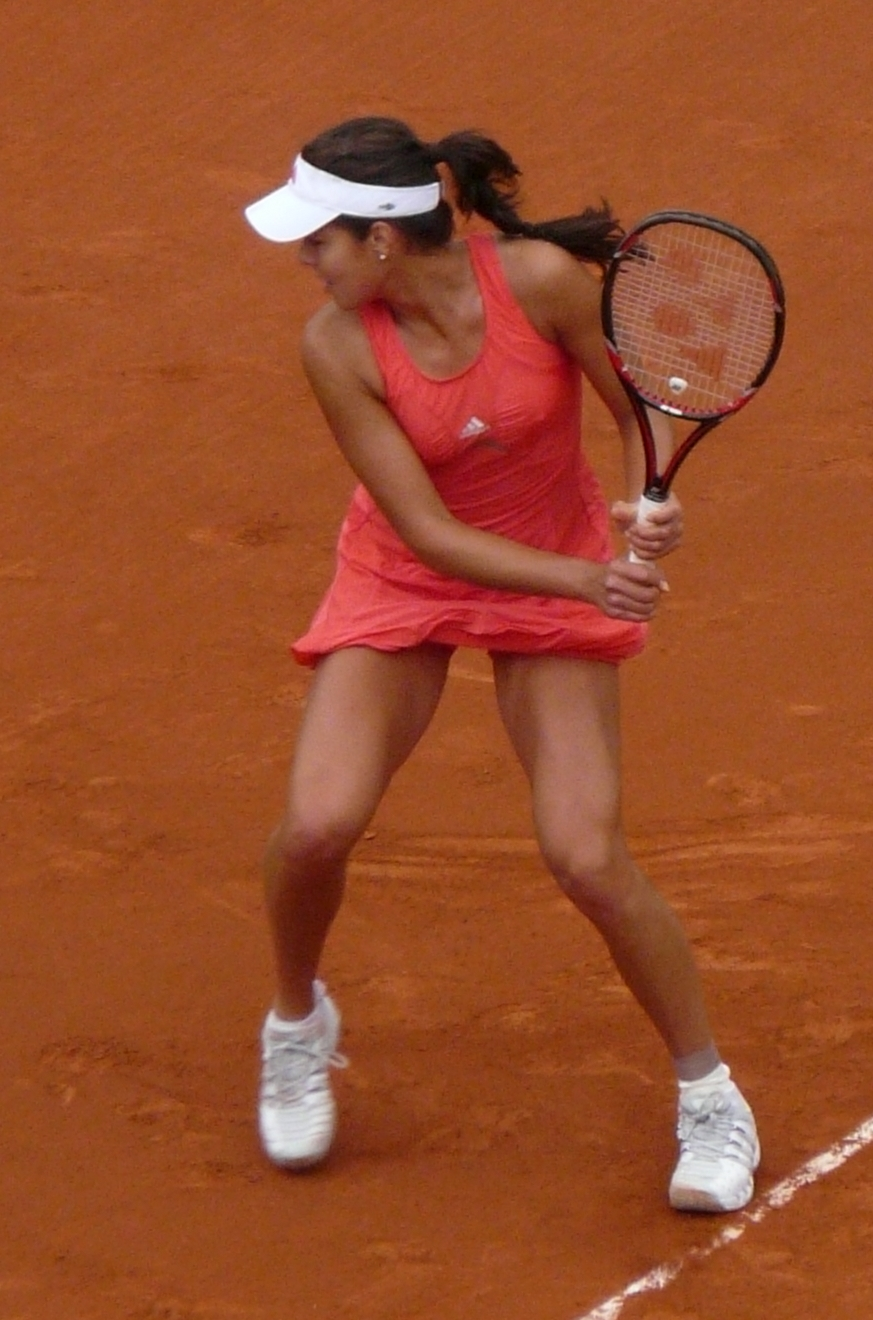
Ana Ivanović nell'Open di Francia 2008, edizione poi vinta contro Dinara Safina

Nei tornei del Grande Slam, la Ivanović si piazza per la prima volta tra le migliori otto nell'Open di Francia 2005, eliminando tra le altre la Top 10 Amélie Mauresmo. Due anni più tardi, si spinge fino alla finale dello Slam parigino, dove è costretta a cedere alla belga Justine Henin. Sempre nel 2007 disputa la sua seconda semifinale Slam consecutiva, aWimbledon, nella quale si arrende a Venus Williams, futura campionessa.
Il 2008 è la migliore stagione per la serba, in quanto si aggiudica l'Open di Francia e diventa numero uno del mondo (in due occasioni per un totale di 12 settimane), prima serba a riuscire in tale impresa, seguita poi da Jelena Janković. Inoltre, in questa annata spicca un'altra finale Slam, stavolta disputata sul cemento degli Australian Open, dove Marija Šarapova le impedisce di sollevare il trofeo tanto ambito. In seguito, a Parigi raggiunge la semifinale senza estromettere alcuna Top 10, per poi imporsi sulla connazionale e numero tre del ranking, Jelena Janković. Grazie a questa vittoria, si posiziona in vetta alla classifica WTA. Nella sua terza e ultima finale Slam in carriera, riesce a sbarazzarsi di Dinara Safina e ad aggiudicarsi il titolo.
Nel 2012 gioca i quarti di finale agli US Open, a distanza di quattro anni dall'ultima volta in un Grande Slam (Parigi 2008). Durante il corso del torneo, si impone, tra le altre, su Cvetana Pironkova, prima di venire sconfitta da Serena Williams.
Ai Giochi Olimpici si è qualificata tre volte, ovvero nel 2008, 2012 e 2016. Tuttavia, decide di non partecipare a Pechino a causa di un infortunio, mentre non va oltre il terzo turno a Londra (eliminata da Kim Clijsters), per poi venire fermata all'esordio a Rio.
Si è qualificata tre volte alle WTA Finals, riuscendo ad andare oltre il girone solamente una volta. Il 27 settembre 2007, la serba è la quarta tennista a qualificarsi al Masters. Al suo esordio riesce a superare il girone, estromettendo Svetlana Kuznecova e Daniela Hantuchová, e a disputare la semifinale, dove verrà sconfitta dalla Henin. Il 30 luglio 2008, insieme alla connazionale Janković, si qualifica come prima al torneo di fine anno. In questa edizione non va oltre il girone, collezionando due sconfitte: una proprio dalla Janković e una da Kuznecova. Il 2 ottobre 2014 si qualifica per la terza volta alle WTA Finals. Qui, si impone su Eugenie Bouchard e su Simona Halep, ma a causa di un set perso in più, termina come terza del girone, non potendo così continuare il torneo.

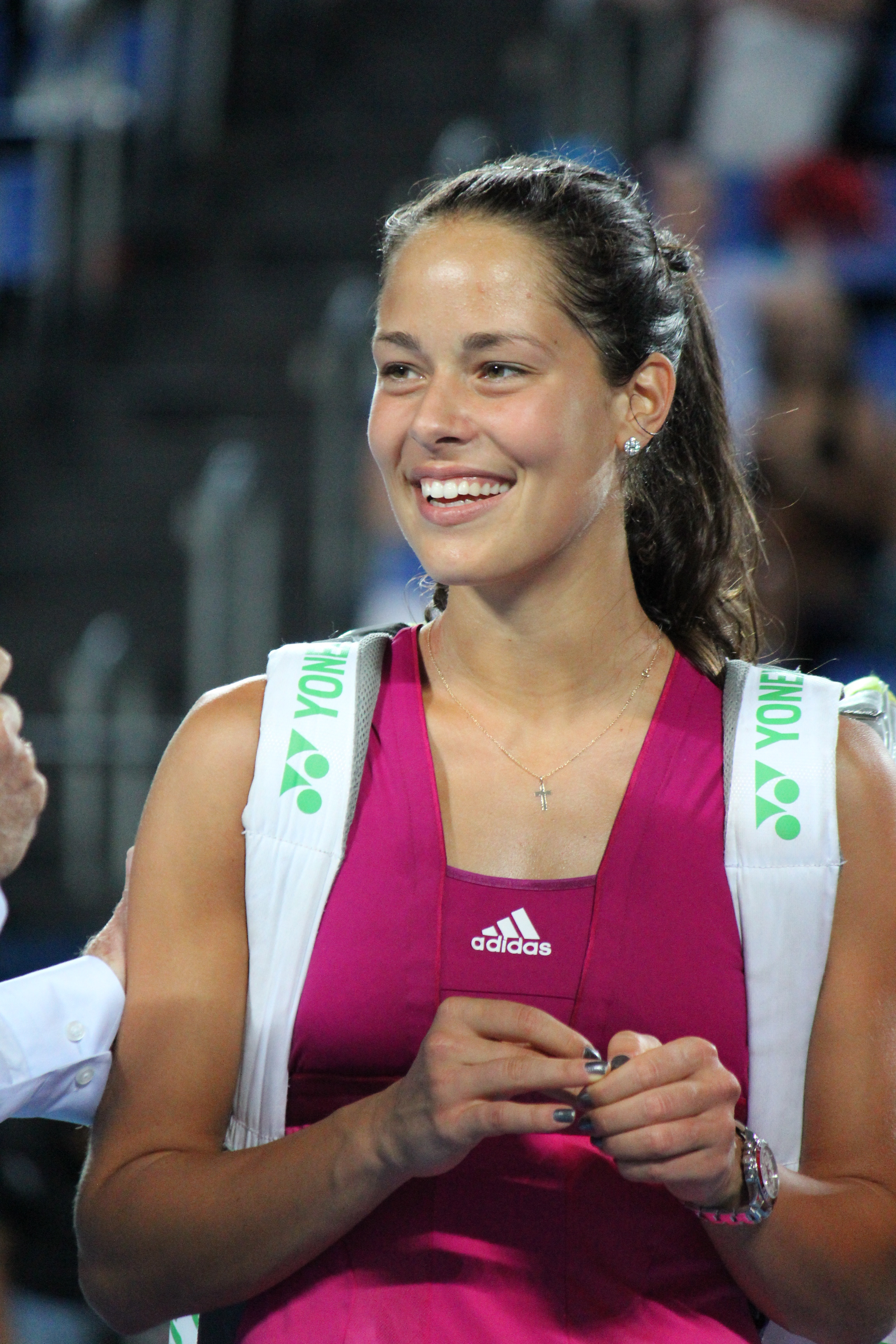
Ana Ivanović alla Hopman Cup 2011

Ana Ivanović ha anche partecipato alla Fed Cup rappresentando la Serbia. Vanta una finale raggiunta nel 2012, poi persa contro la Repubblica Ceca a Praga. In questa edizione la Serbia ha vinto nei quarti di finale contro il Belgio per 3-2 a Charleroi e contro la Russia in semifinale con il medesimo punteggio a Mosca. In quest'ultimo scontro, Ana ha perso contro Svetlana Kuznecova per 2-6 6-2 4-6, per poi superare in rimonta Anastasija Pavljučenkova per 3-6 6-0 6-3, permettendo così alla Serbia di rientrare in partita. In finale la Ivanović viene sconfitta da Lucie Šafářová per 4-6 3-6, mentre sconfigge agevolmente Petra Kvitová per 6-3 7-5. Tale vittoria, sarà l'unica in finale per la Serbia.
Ana Ivanović nel 2011 e nel 2013 decide di partecipare insieme a Novak Đoković alla Hopman Cup. La coppia arriva in semifinale alla prima apparizione superando senza perde un match il Kazakistan di Jaroslava Švedova e Andrej Golubev e l'Australia di Alicia Molik e Lleyton Hewitt. Nonostante ciò, vengono eliminati dalla coppia belga formata da Justine Henin e Ruben Bemelmans, i quali estromettono la Serbia per 2-1. Il duo arriva fino in finale due anni più tardi eliminando per 2-1 l'Italia di Francesca Schiavone e Andreas Seppi e l'Australia di Ashleigh Barty e Bernard Tomić con il medesimo risultato. In seguito, eliminano per 3-0 la Germania rappresentata da Tatjana Maria e Tommy Haas. Tuttavia, nell'atto finale vengono fermati dagli spagnoli Fernando Verdasco e Anabel Medina Garrigues, i quali nel match decisivo del doppio misto si impongono sui serbi al terzo set.
Si aggiudica il suo primo titolo WTA 125s, l'allora Tier V, a Canberra in Australia, superando in finale Melinda Czink per 7-5 6-1.
Nel 2006 disputa la sua prima finale in un Tier I. Si tratta del torneo di Montreal, nel quale si impone su Martina Hingis, ex numero uno del mondo.
Nel 2007 si aggiudica tre tornei su cinque finali totali. La serba trionfa nel Tier I di Berlino contro Svetlana Kuznecova per 3-6 6-4 7-64 e nei Tier II di Los Angeles e Lussemburgo, eliminando rispettivamente Nadia Petrova per 7-5 6-4 e Daniela Hantuchová per 3-6 6-4 6-4. Mentre viene sconfitta nel Tier I di Tokyo dalla Hingis e nello Slam di Parigi dalla Henin.

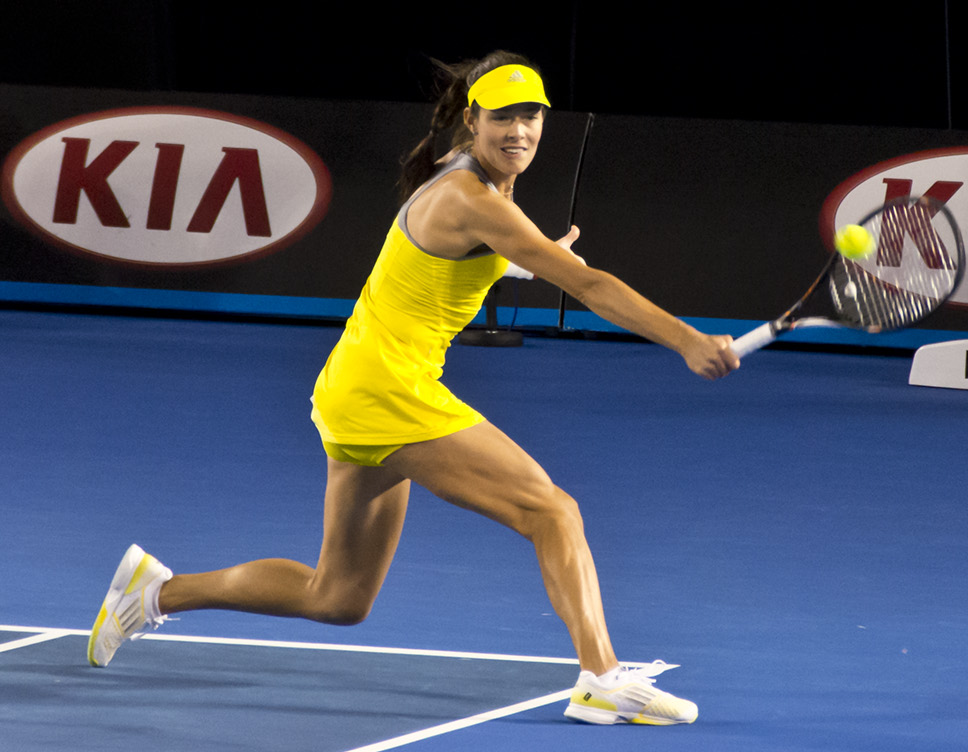
Ana Ivanović agli Australian Open 2013

Nel 2008 si aggiudica il Tieri I di Indian Wells contro la Kuznecova, il Roland Garros contro la Safina e il Tier II di Linz contro Vera Zvonarëva; mentre viene fermata nella sua seconda finale Slam agli Australian Open dalla Šarapova.
Nel 2009 disputa solamente una finale nel Premier Mandatory di Indian Wells, poi persa contro la Zvonarëva.
Successivamente, nel 2010 si aggiudica per la seconda volta il torneo di Linz, diventato di categoria International, imponendosi su Patty Schnyder. Grazie a questo titolo, partecipa al Tournament of Champions. Qui raggiunge la finale, dove estromette la russa Alisa Klejbanova.
Nel 2011 ripete il successo ottenuto l'anno precedente nel Tournament of Champions, imponendosi su Anabel Medina Garrigues.
Nel 2012 disputa per la prima volta i quarti di finale agli US Open. Archiviato tale traguardo, la serba vanta almeno un quarto di finale in tutti i tornei facenti parte del Grande Slam.
Dopo un periodo di crisi, nel 2013 torna a disputare una finale WTA a Linz, dove è costretta a soccombere ad Angelique Kerber. 

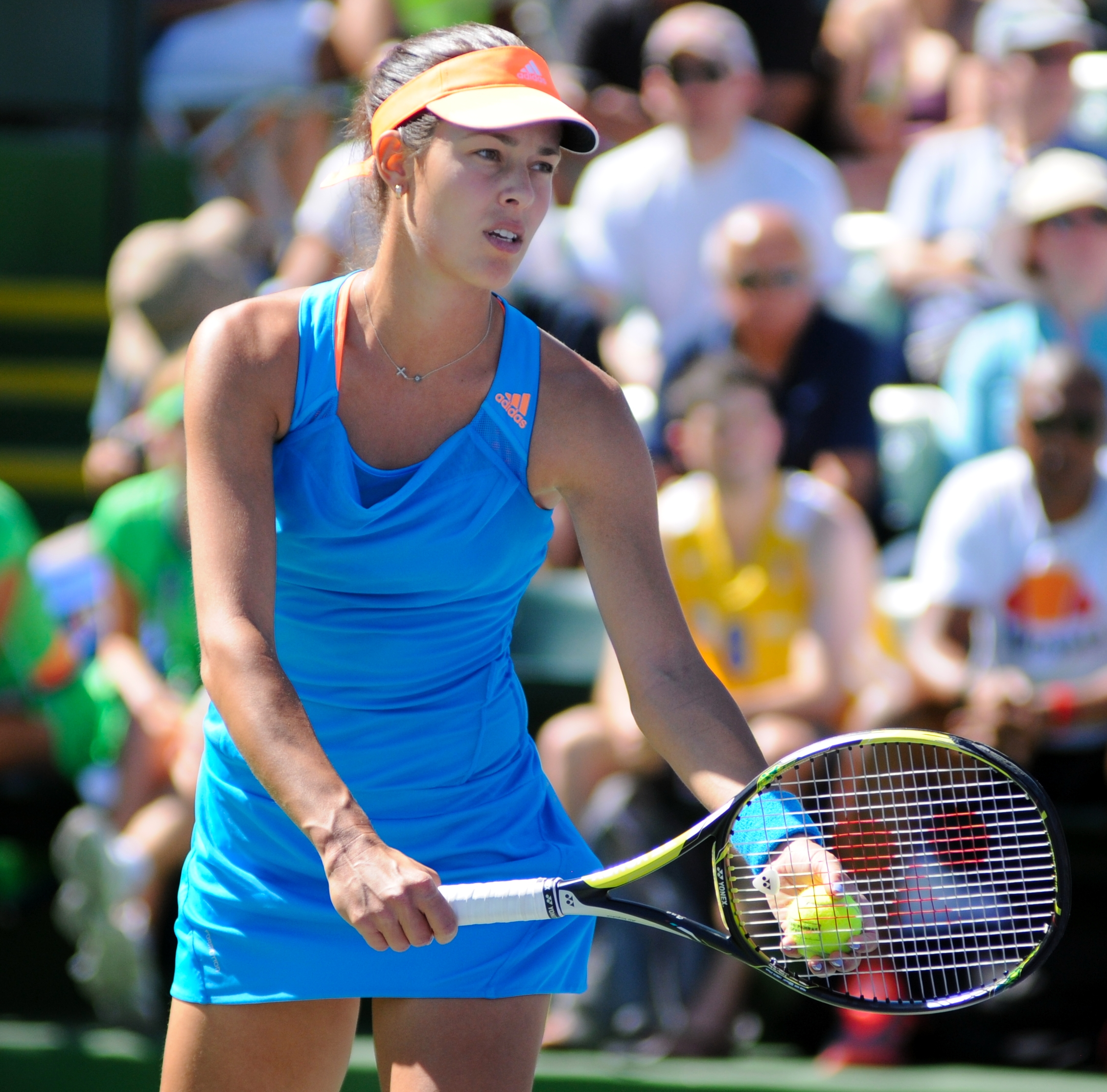
Ana Ivanović a Indian Wells 2014, anno della sua rinascita

Il 2014 è la stagione migliore per la serba in termini di finali raggiunte, titoli vinti e numero di vittorie. Inizia bene l'anno della rinascita tennistica aggiudicandosi il torneo di Auckland, superando in finale Venus Williams. Successivamente, vince un altro torneo International, stavolta a Monterrey contro la connazionale Jovana Jakšić. Ritorna in una finale di categoria Premier a fine aprile a Stoccarda, dove incontra la sua bestia nera, Marija Šarapova. Segue la vittoria del torneo Premier di Birmingham, primo titolo sull'erba per Ana; in finale elimina Barbora Strýcová. Continuano i successi nel Premier 5 di Cincinnati, dove si spinge fino alla finale, sconfitta da Serena Williams. La serba chiude la stagione con la vittoria nel Premier di Tokyo, battendo nell'atto finale Caroline Wozniacki. Inoltre, Ivanović si spinge fino in semifinale nel Premier Mandatory di Pechino e nel Premier 5 di Roma. Al termine della stagione, la campionessa Slam conta 58 vittorie a fronte di sole 17 sconfitte e, a distanza di cinque anni, chiude l'anno tra le migliori dieci, precisamente alla 5ª posizione.
Nel 2015 raggiunge una sola finale WTA, ovvero quella nel torneo Premier di Brisbane, dove la Šarapova le impedisce nuovamente di aggiudicarsi il titolo. In seguito, nel Roland Garros ritorna dopo sette anni a disputare una semifinale in un Grande Slam, dove verrà fermata a sorpresa da Lucie Šafářová. Ana raggiunge un'altra semifinale nel torneo di Pechino, confermando il risultato dell'edizione precedente.
Nel 2016, anno del ritiro, non ottiene particolari successi, scivolando a fine stagione alla 65ª posizione del ranking. Il suo ultimo match da professionista è stato allo US Open, dove al primo turno ha avuto la meglio Denisa Allertová. Rimedia un infortunio nel mese di agosto e, successivamente, il 28 dicembre annuncia prematuramente il suo ritiro (29 anni), in quanto non è più in grado di giocare a standard elevati e vincere tornei importanti.
Durante l'Open di Francia 2017, è stata organizzata una cerimonia sul Campo Philippe Chatrier in suo onore.

## Statistiche WTA

### Singolare

#### Vittorie (15)
| Grande Slam (1)             |                       |
| Ori Olimpici (0)            |                       |
| WTA Finals (0)              |                       |
| WTA Elite Trophy (0)        |                       |
| Tournament of Champions (2) |                       |
| Legenda: Prima del 2009     | Legenda: Dal 2009     |
| Tier I (3)                  | Premier Mandatory (0) |
| Tier II (3)                 | Premier 5 (0)         |
| Tier III (0)                | Premier (2)           |
| Tier IV (0)                 | International (3)     |
| Tier V (1)                  | International (3)     |

| N.  | Data              | Torneo                                                      | Superficie  | Avversaria in finale    | Punteggio        |
| 1.  | 15 gennaio 2005   | Richard Luton Properties Canberra Women's Classic, Canberra | Cemento     | Melinda Czink           | 7-5, 6-1         |
| 2.  | 20 agosto 2006    | Rogers Cup, Montréal                                        | Cemento     | Martina Hingis          | 6-2, 6-3         |
| 3.  | 13 maggio 2007    | Qatar Telecom German Open, Berlino                          | Terra rossa | Svetlana Kuznecova      | 3-6, 6-4, 7-6(3) |
| 4.  | 12 agosto 2007    | East West Bank Classic, Los Angeles                         | Cemento     | Nadia Petrova           | 7-5, 6-4         |
| 5.  | 30 settembre 2007 | Fortis Championships Luxembourg, Lussemburgo                | Cemento (i) | Daniela Hantuchová      | 3-6, 6-4, 6-4    |
| 6.  | 23 marzo 2008     | Pacific Life Open, Indian Wells                             | Cemento     | Svetlana Kuznecova      | 6-4, 6-3         |
| 7.  | 7 giugno 2008     | Open di Francia, Parigi                                     | Terra rossa | Dinara Safina           | 6-4, 6-3         |
| 8.  | 26 ottobre 2008   | Generali Ladies Linz, Linz                                  | Cemento (i) | Vera Zvonarëva          | 6-2, 6-1         |
| 9.  | 17 ottobre 2010   | Generali Ladies Linz, Linz (2)                              | Cemento (i) | Patty Schnyder          | 6-1, 6-2         |
| 10. | 7 novembre 2010   | Commonwealth Bank Tournament of Champions, Bali             | Cemento (i) | Alisa Klejbanova        | 6-2, 7-6(5)      |
| 11. | 5 novembre 2011   | Commonwealth Bank Tournament of Champions, Bali (2)         | Cemento (i) | Anabel Medina Garrigues | 6-3, 6-0         |
| 12. | 4 gennaio 2014    | ASB Classic, Auckland                                       | Cemento     | Venus Williams          | 6-2, 5-7, 6-4    |
| 13. | 6 aprile 2014     | Monterrey Open, Monterrey                                   | Cemento     | Jovana Jakšić           | 6-2, 6-1         |
| 14. | 15 giugno 2014    | AEGON Classic, Birmingham                                   | Erba        | Barbora Strýcová        | 6-3, 6-2         |
| 15. | 21 settembre 2014 | Toray Pan Pacific Open, Tokyo                               | Cemento     | Caroline Wozniacki      | 6-2, 7-6(2)      |

#### Sconfitte (8)
| Grande Slam (2)             |                       |
| Argenti Olimpici (0)        |                       |
| WTA Finals (0)              |                       |
| WTA Elite Trophy (0)        |                       |
| Tournament of Champions (0) |                       |
| Legenda: Prima del 2009     | Legenda: Dal 2009     |
| Tier I (1)                  | Premier Mandatory (1) |
| Tier II (0)                 | Premier 5 (1)         |
| Tier III (0)                | Premier (2)           |
| Tier IV (0)                 | International (1)     |
| Tier V (0)                  | International (1)     |

| N. | Data            | Torneo                               | Superficie      | Avversaria in finale | Punteggio        |
| 1. | 4 febbraio 2007 | Toray Pan Pacific Open, Tokyo        | Sintetico (i)   | Martina Hingis       | 4-6, 2-6         |
| 2. | 9 giugno 2007   | Open di Francia, Parigi              | Terra rossa     | Justine Henin        | 1-6, 2-6         |
| 3. | 26 gennaio 2008 | Australian Open, Melbourne           | Cemento         | Marija Šarapova      | 5-7, 3-6         |
| 4. | 22 marzo 2009   | BNP Paribas Open, Indian Wells       | Cemento         | Vera Zvonarëva       | 6(5)-7, 2-6      |
| 5. | 13 ottobre 2013 | Generali Ladies Linz, Linz           | Cemento (i)     | Angelique Kerber     | 4-6, 6(6)-7      |
| 6. | 27 aprile 2014  | Porsche Tennis Grand Prix, Stoccarda | Terra rossa (i) | Marija Šarapova      | 6-3, 4-6, 1-6    |
| 7. | 17 agosto 2014  | Western & Southern Open, Cincinnati  | Cemento         | Serena Williams      | 4-6, 1-6         |
| 8. | 10 gennaio 2015 | Brisbane International, Brisbane     | Cemento         | Marija Šarapova      | 7-6(4), 3-6, 3-6 |

### Doppio

#### Sconfitte (1)
| Grande Slam (0)         |
| Argenti Olimpici (0)    |
| WTA Finals (0)          |
| Legenda: Prima del 2009 |
| Tier I (0)              |
| Tier II (0)             |
| Tier III (1)            |
| Tier IV (0)             |
| Tier V (0)              |

| N. | Data           | Torneo                        | Superficie | Compagna         | Avversarie in finale | Punteggio     |
| 1. | 10 giugno 2006 | Ordina Open, 's-Hertogenbosch | Erba       | Marija Kirilenko | Yan Zi Zheng Jie     | 6-3, 2-6, 2-6 |

## Rivalità più importanti

### Rivalità con Jelena Janković

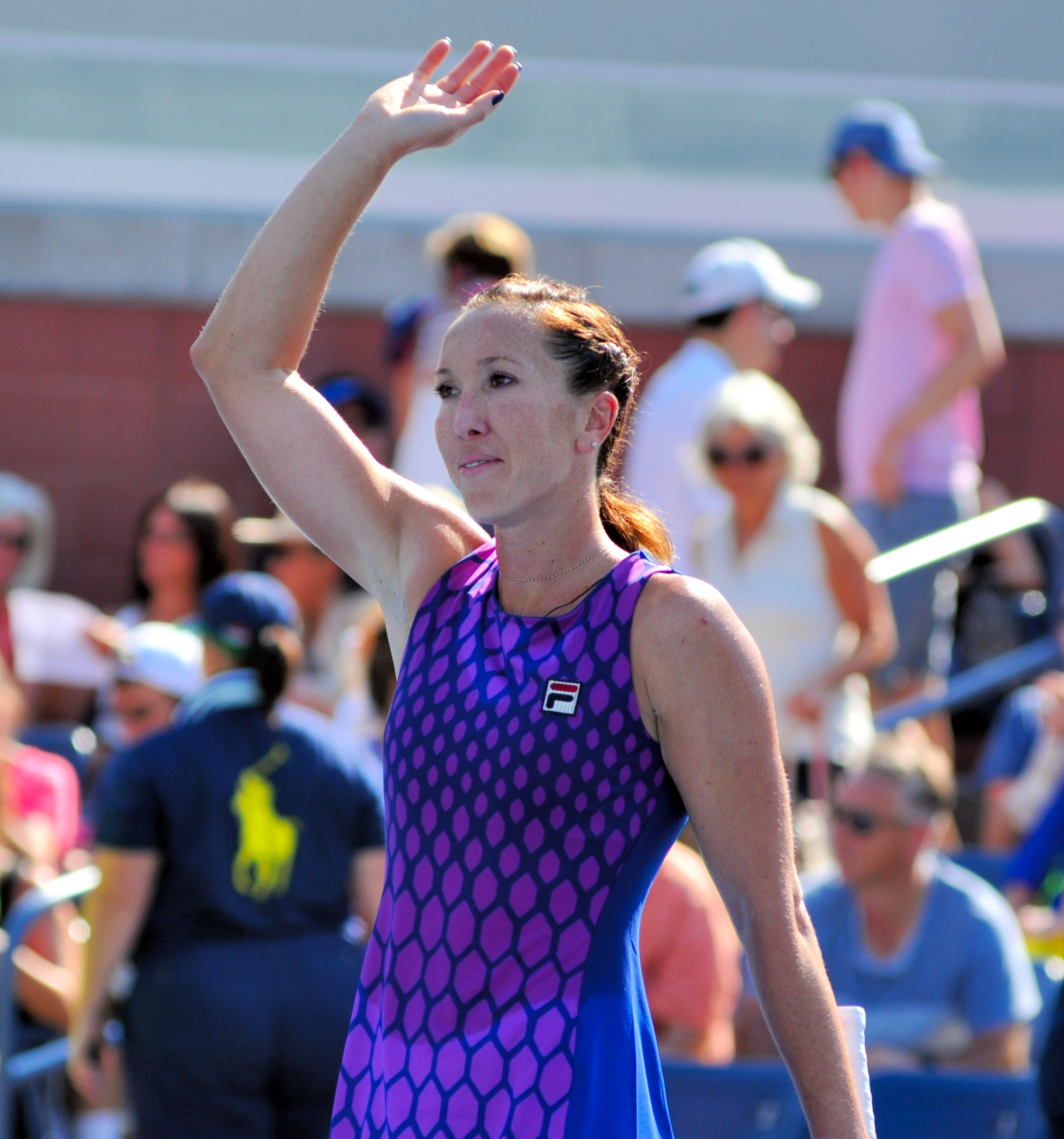
Jelena Janković nel 2014

Le due connazionali, entrambe ex numero uno del mondo, si sono scontrate in 13 occasioni, di cui un match non si è disputato per ritiro di Jelena e, in quanto tale, non viene contato come vittoria o sconfitta. Il bilancio, al termine della carriera della Ivanović, è dunque in favore a quest'ultima per 9-3.
Nei tornei del Grande Slam, le due serbe si sono incontrate in semifinale nell'Open di Francia 2008 e nel terzo turno all'Australian Open 2013. In entrambe le occasioni, Ana si è aggiudicata l'incontro: nella prima occasione, con il punteggio di 6-4 3-6 6-4, mentre in Australia con un 7-5 6-3 più netto.
Questa rivalità vanta anche un incontro disputato nel girone alle WTA Finals, dove a condurre è Janković. Infatti, la veterana si è aggiudicata il match agevolmente in due sets per 6-3 6-4.
Per quanto riguarda gli altri tornei del WTA Tour, Ana conduce per 7-2.
Le vittorie sono ripartite come segue.
| #   | Anno | Evento                                 | Categoria         | Superficie  | Turno | Vincitrice | Punteggio     |
| --- | ---- | -------------------------------------- | ----------------- | ----------- | ----- | ---------- | ------------- |
| 1.  | 2005 | Open di Zurigo, Zurigo                 | Tier I            | Cemento     | 2T    | Ivanović   | 6–2, 6–1      |
| 2.  | 2006 | JPMorgan Chase Open, Los Angeles       | Tier II           | Cemento     | QF    | Janković   | 6–4, 7-6(6)   |
| -.  | 2006 | Rogers Cup, Montréal                   | Tier I            | Cemento     | QF    | Ivanović   | w/o           |
| 3.  | 2007 | Toray Pan Pacific Open, Tokyo          | Tier I            | Sintetico   | 2T    | Ivanović   | 3-6, 6-2, 6-2 |
| 4.  | 2007 | MPS Group Championships, Amelia Island | Tier II           | Cemento     | QF    | Ivanović   | 7-5, 6-3      |
| 5.  | 2007 | JPMorgan Chase Open, Los Angeles       | Tier II           | Terra rossa | SF    | Ivanović   | 4-6, 6-3, 7-5 |
| 6.  | 2008 | Pacific Life Open, Indian Wells        | Tier I            | Cemento     | SF    | Ivanović   | 7-6(3), 6-3   |
| 7.  | 2008 | Open di Francia, Parigi                | Grande Slam       | Terra rossa | SF    | Ivanović   | 6-4, 3-6, 6-4 |
| 8.  | 2008 | WTA Tour Championships, Doha           | WTA Finals        | Cemento     | RR    | Janković   | 6-3, 6-4      |
| 9.  | 2010 | Mutua Madrileña Madrid Open, Madrid    | Premier Mandatory | Terra rossa | 3T    | Janković   | 4-6, 6-4, 6-1 |
| 10. | 2011 | BNP Paribas Open, Indian Wells         | Premier Mandatory | Cemento     | 4T    | Ivanović   | 6-4, 6-2      |
| 11. | 2013 | Australian Open, Melbourne             | Grande Slam       | Cemento     | 3T    | Ivanović   | 7-5, 6-3      |
| 12. | 2014 | Porsche Tennis Grand Prix, Stoccarda   | Premier           | Terra rossa | SF    | Ivanović   | 6-3, 7-5      |

### Rivalità con Svetlana Kuznecova

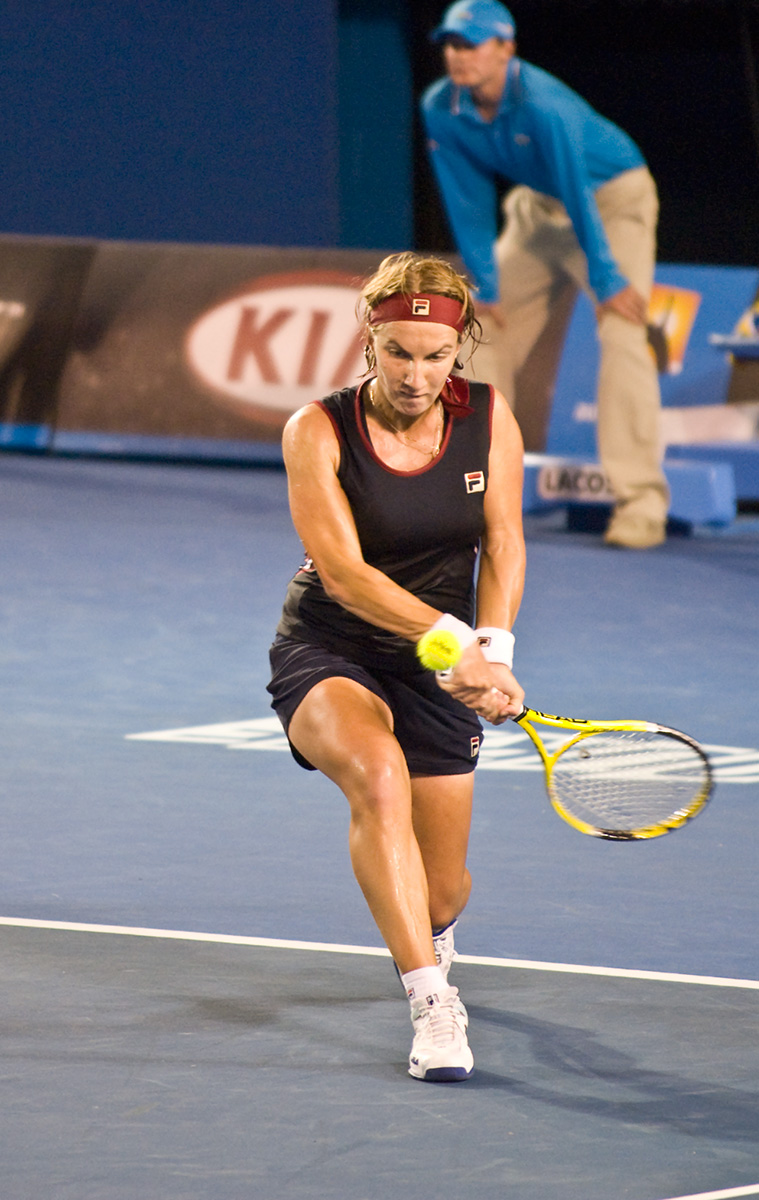
Svetlana Kuznecova nel 2010

Le due tenniste si sono incontrate per la prima volta nel 2005 a Miami, quando la serba si aggiudicò il primo match contro una tennista nella Top 10; in questa partita, la Ivanović è riuscita a rimontare nel set decisivo la russa, che si era portata avanti per 5-3.
Kuznecova si è aggiudicata un solo match nel WTA Tour, ovvero nei quarti di finale del torneo di Brisbane. Tuttavia, vanta altre due vittorie, verificatesi nella Fed Cup.
Questa rivalità conta 14 incontri disputati e vede la giocatrice serba in vantaggio per 11-3.
La tabella illustra i loro incontri.
| #   | Anno | Evento                               | Categoria         | Superficie  | Turno | Vincitrice | Punteggio        |
| --- | ---- | ------------------------------------ | ----------------- | ----------- | ----- | ---------- | ---------------- |
| 1.  | 2005 | NASDAQ-100 Open, Miami               | Tier I            | Cemento     | 4T    | Ivanović   | 6-3, 3-6, 7-5    |
| 2.  | 2006 | Apia International Sydney, Sydney    | Tier III          | Cemento     | QF    | Kuznecova  | 7-6(3), 6-3      |
| 3.  | 2006 | Qatar Telecom German Open, Berlino   | Tier I            | Terra rossa | F     | Ivanović   | 3-6, 6-4, 7-6(4) |
| 4.  | 2007 | Open di Francia, Parigi              | Grande Slam       | Terra rossa | QF    | Ivanović   | 6-0, 3-6, 6-1    |
| 5.  | 2007 | WTA Tour Championships, Madrid       | WTA Finals        | Cemento     | RR    | Ivanović   | 6-1, 4-6, 7-5    |
| 6.  | 2008 | Pacific Life Open, Indian Wells      | Tier I            | Cemento     | F     | Ivanović   | 6-4, 6-3         |
| 7.  | 2010 | Fed Cup, Belgrado                    | Fed Cup           | Cemento     | -     | Kuznecova  | 6-1, 6-4         |
| 8.  | 2011 | China Open, Pechino                  | Premier Mandatory | Cemento     | 2T    | Ivanović   | 6-2, 6-3         |
| 8.  | 2012 | Fed Cup, Mosca                       | Fed Cup           | Terra rossa | -     | Kuznecova  | 6-2, 2-6, 6-4    |
| 10. | 2012 | Internazionali BNL d'Italia, Roma    | Premier 5         | Terra rossa | 1T    | Ivanović   | 6-4, 6-3         |
| 11. | 2012 | Miami Open, Miami                    | Premier Mandatory | Cemento     | 3T    | Ivanović   | 6-3, 6-3         |
| 12. | 2014 | Porsche Tennis Grand Prix, Stoccarda | Premier           | Terra rossa | QF    | Ivanović   | 6-3, 2-6, 6-4    |
| 13. | 2014 | Western & Southern Open, Cincinnati  | Premier 5         | Cemento     | 3T    | Ivanović   | 6-2, 2-6, 6-3    |
| 14. | 2015 | China Open, Pechino                  | Premier Mandatory | Cemento     | 3T    | Ivanović   | 7-5, 4-6, 6-2    |

### Rivalità con Marija Šarapova

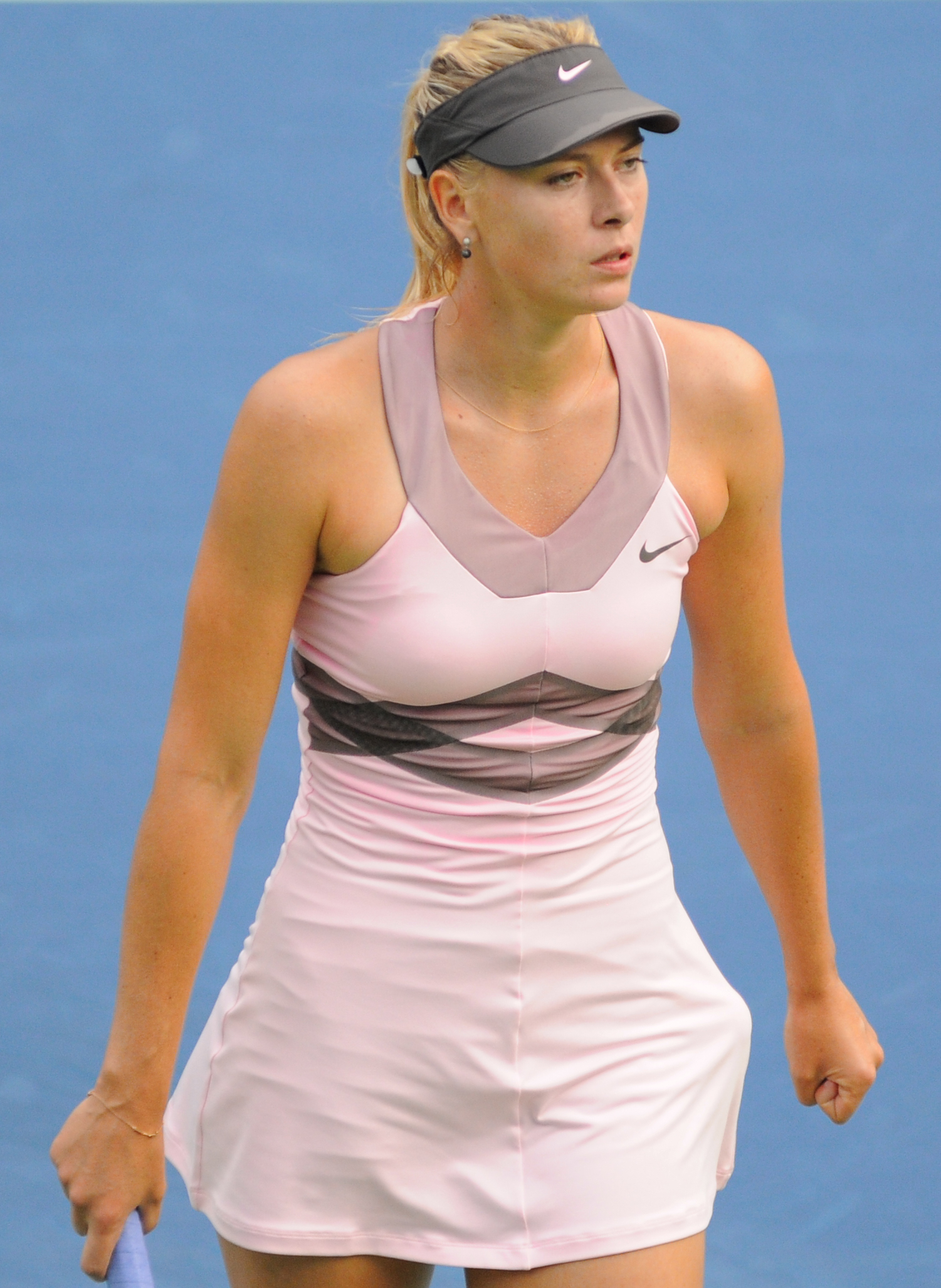
Marija Šarapova nel 2012

La Ivanović e la Šarapova, entrambe campionesse Slam ed ex numero uno del mondo, si sono scontrate in totale per 14 volte. La siberiana conduce per 10-4:
- 6-1 sul cemento per la russa
- 4-2 sulla terra rossa per la russa
- 1-0 sul sintetico per la serba.

L'incontro che viene maggiormente ricordato è quello avvenuto a Cincinnati in semifinale. Il primo parziale è piuttosto netto, infatti la serba si porta a casa un secco 6-2. Il secondo parziale sembra prendere la stessa piega del primo, in quanto Ana brekka due volte la russa, ma si fa rimontare dalla Šarapova, che si impone per 7-5. Ivanović chiama il medical timeout all'inizio del set decisivo sul punteggio di 1-0 e 15-15 in suo favore. Successivamente, Marija sale sul 4-3 con un break a disposizione, ma serve un doppio fallo, e non avendo affatto gradito la chiamata del medico da parte della Ivanović, si rivolge all'arbitro con la frase "check her blood pressure" (in italiano: "controlli la sua pressione sanguigna"), riferendosi ad Ana. Tuttavia, la Šarapova si aggiudica l'ottavo game e si guadagna due match points sul servizio della serba. Nonostante tale vantaggio, Ivanović si rimette in carreggiata e si aggiudica il match vincendo il terzo e decisivo set per 7-5.
In seguito sono illustrati i loro scontri.
| #   | Anno | Evento                               | Categoria         | Superficie  | Turno | Vincitrice | Punteggio        |
| --- | ---- | ------------------------------------ | ----------------- | ----------- | ----- | ---------- | ---------------- |
| 1.  | 2006 | Generali Ladies Linz, Linz           | Tier II           | Cemento     | QF    | Šarapova   | 7-6(3), 7-5      |
| 2.  | 2007 | Toray Pan Pacific Open, Tokyo        | Tier I            | SIntetico   | SF    | Ivanović   | 6-1, 1-0, rit.   |
| 3.  | 2007 | Open di Francia, Parigi              | Grande Slam       | Terra rossa | SF    | Ivanović   | 6-2, 6-1         |
| 4.  | 2007 | WTA Tour Championships, Madrid       | WTA Finals        | Cemento     | RR    | Šarapova   | 6-1, 6-2         |
| 5.  | 2008 | Australian Open, Melbourne           | Grande Slam       | Cemento     | F     | Šarapova   | 7-5, 6-3         |
| 6.  | 2012 | Pacific Life Open, Indian Wells      | Premier Mandatory | Cemento     | SF    | Šarapova   | 6-4, 0-1, rit.   |
| 7.  | 2012 | Internazionali BNL d'Italia, Roma    | Premier 5         | Terra rossa | 3T    | Šarapova   | 7-6(4), 6-3      |
| 8.  | 2013 | Porsche Tennis Grand Prix, Stoccarda | Premier           | Terra rossa | QF    | Šarapova   | 7-5, 4-6, 6-4    |
| 9.  | 2013 | Mutua Madrid Open, Madrid            | Premier Mandatory | Terra rossa | SF    | Šarapova   | 6-4, 6-3         |
| 10. | 2014 | Porsche Tennis Grand Prix, Stoccarda | Premier           | Terra rossa | F     | Šarapova   | 3-6, 6-4, 6-1    |
| 11. | 2014 | Internazionali BNL d'Italia, Roma    | Premier 5         | Terra rossa | 3T    | Ivanović   | 6-1, 6-4         |
| 12. | 2014 | Western & Southern Open, Cincinnati  | Premier 5         | Cemento     | SF    | Ivanović   | 6-2, 5-7, 7-5    |
| 13. | 2014 | China Open, Pechino                  | Premier Mandatory | Cemento     | SF    | Šarapova   | 6-0, 6-4         |
| 14. | 2015 | Brisbane International, Brisbane     | Premier           | Cemento     | F     | Šarapova   | 6(4)-7, 6-3, 6-3 |

### Rivalità con Nadia Petrova

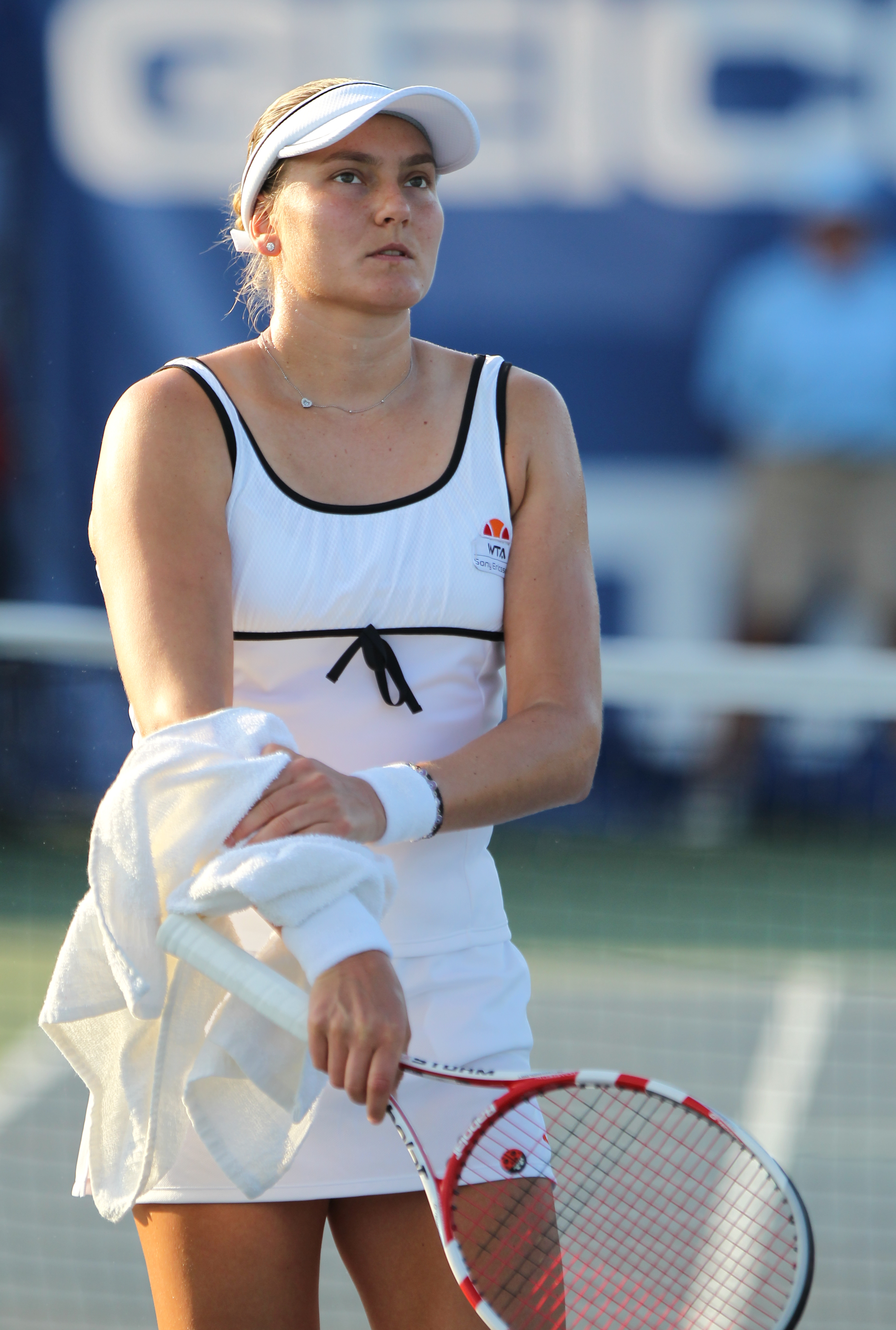
Nadia Petrova nel 2011

Le due giocatrici si sono incontrate 14 volte e la serba conduce il bilancio per 9-5. Il loro primo match risale al secondo turno del torneo di Miami nel 2005, quando la serba si aggiudicò la partita. Per la prima volta in una rivalità importante per la Ivanović, sono presenti degli incontri disputati sull'erba.
Di seguito, la tabella illustra le vittorie ripartite tra le due tenniste.
| #   | Anno | Evento                                          | Categoria         | Superficie  | Turno | Vincitrice | Punteggio      |
| --- | ---- | ----------------------------------------------- | ----------------- | ----------- | ----- | ---------- | -------------- |
| 1.  | 2005 | NASDAQ-100 Open, Miami                          | Tier I            | Cemento     | 2T    | Ivanović   | 6-4, 7-5       |
| 2.  | 2005 | Open di Francia, Parigi                         | Grande Slam       | Terra rossa | QF    | Petrova    | 6-2, 6-2       |
| 3.  | 2006 | Proximus Diamond Games, Anversa                 | Tier III          | Sintetico   | 2T    | Petrova    | 7-5, 6-3       |
| 4.  | 2007 | Apia International Sydney, Sydney               | Tier III          | Cemento     | 2T    | Ivanović   | 6-2, 4-2, rit. |
| 5.  | 2007 | Torneo di Wimbledon, Londra                     | Grande Slam       | Erba        | 4T    | Ivanović   | 6-1, 2-6, 6-4  |
| 6.  | 2007 | East West Bank Classic, Los Angeles             | Tier I            | Cemento     | F     | Ivanović   | 7-5, 6-4       |
| 7.  | 2008 | Toray Pan Pacific Open, Tokyo                   | Tier I            | Cemento     | 2T    | Petrova    | 6-1, 1-6, 6-2  |
| 8.  | 2009 | AEGON International, Eastbourne                 | Premier           | Erba        | 1T    | Petrova    | 6-1, 4-6, 6-4  |
| 9.  | 2010 | Internazionali BNL d'Italia, Roma               | Premier 5         | Terra rossa | QF    | Ivanović   | 6-2, 7-5       |
| 10. | 2011 | Internazionali BNL d'Italia, Roma               | Premier 5         | Terra rossa | 1T    | Ivanović   | 6-0, 3-0, rit. |
| 11. | 2011 | Western & Southern Open, Cincinnati             | Premier 5         | Cemento     | 2T    | Petrova    | 6-3, 7-6(4)    |
| 12. | 2011 | Commonwealth Bank Tournament of Champions, Bali | International     | Cemento     | SF    | Ivanović   | 6-1, 7-5       |
| 13. | 2012 | Mutua Madrid Open, Madrid                       | Premier Mandatory | Terra rossa | 2T    | Ivanović   | 7-5, 6-1       |
| 14. | 2013 | Porsche Tennis Grand Prix, Stoccarda            | Premier           | Terra rossa | 2T    | Ivanović   | 6-4, 6-3       |

### Rivalità con Serena Williams

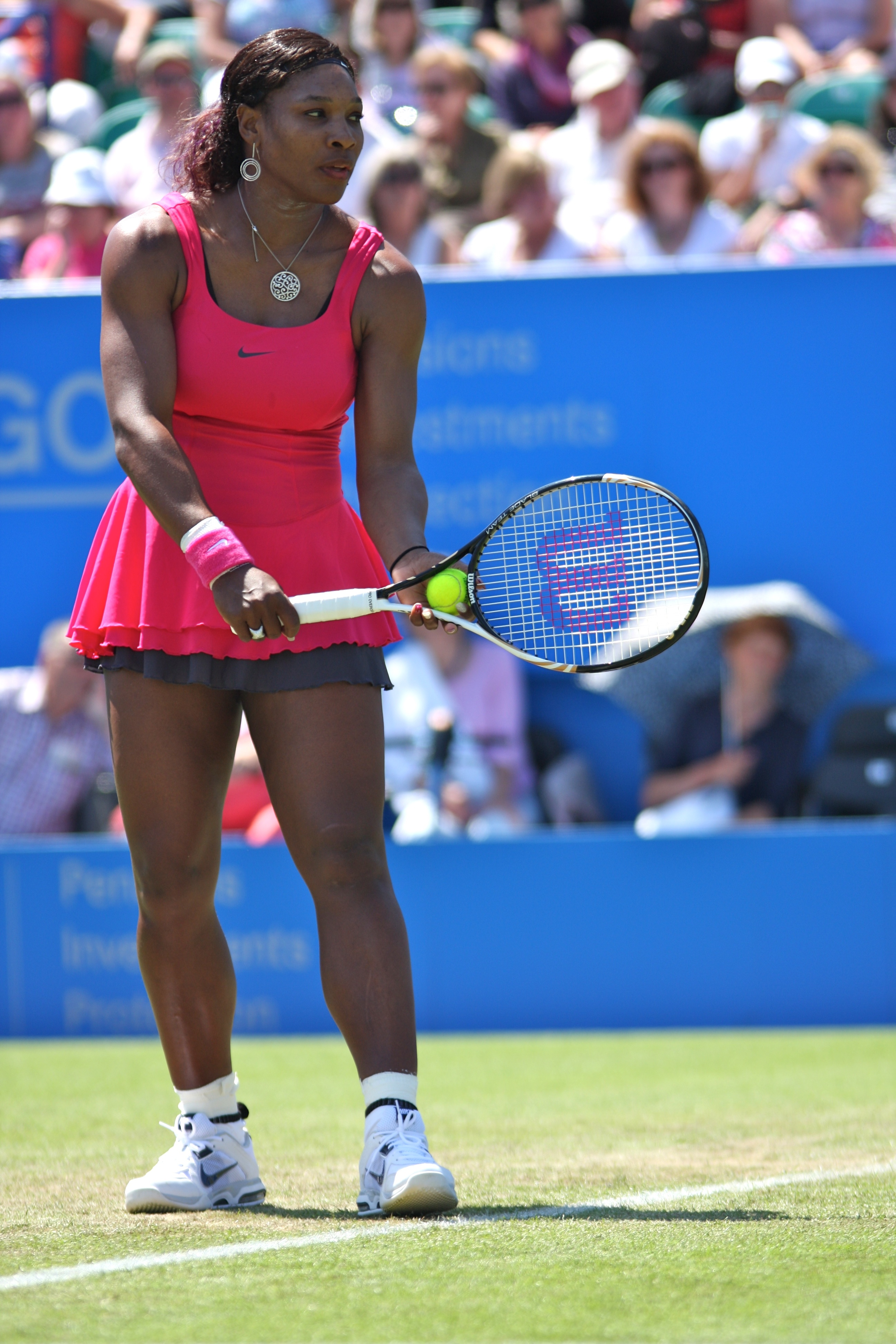
Serena Williams nel 2011

Tra le due tenniste non c'è mai stata una vera e propria rivalità, in quanto, nei dieci incontri disputati, la Williams vanta un record di 9-1. L'unica vittoria per la Ivanović è stata quella agli Australian Open 2014, quando nel quarto turno si impose a sorpresa per 4-6 6-3 6-3. Il loro primo match è stato nel terzo turno agli US Open 2006.
Gli scontri si sono verificati prevalentemente sul cemento, eccetto di una partita giocata sulla terra rossa di Roma.
| #   | Anno | Evento                              | Categoria   | Superficie  | Turno | Vincitrice | Punteggio     |
| --- | ---- | ----------------------------------- | ----------- | ----------- | ----- | ---------- | ------------- |
| 1.  | 2006 | US Open, New York                   | Grande Slam | Cemento     | 3T    | Williams   | 6-2, 6-4      |
| 2.  | 2009 | Dubai Tennis Championships, Dubai   | Premier 5   | Cemento     | QF    | Williams   | 6-4, 6-4      |
| 3.  | 2011 | US Open, New York                   | Grande Slam | Cemento     | 4T    | Williams   | 6-3, 6-4      |
| 4.  | 2012 | US Open, New York                   | Grande Slam | Cemento     | QF    | Williams   | 6-1, 6-3      |
| 5.  | 2014 | Australian Open, Melbourne          | Grande Slam | Cemento     | 4T    | Ivanović   | 4-6, 6-3, 6-3 |
| 6.  | 2014 | Internazionali BNL d'Italia, Roma   | Premier 5   | Terra rossa | SF    | Williams   | 6-1, 3-6, 6-1 |
| 7.  | 2014 | Bank of the West Classic, Stanford  | Premier     | Cemento     | QF    | Williams   | 2-6, 6-3, 7-5 |
| 8.  | 2014 | Western & Southern Open, Cincinnati | Premier 5   | Cemento     | F     | Williams   | 6-4, 6-1      |
| 9.  | 2014 | WTA Finals, Singapore               | WTA Finals  | Cemento     | RR    | Williams   | 6-4, 6-4      |
| 10. | 2015 | Western & Southern Open, Cincinnati | Premier 5   | Cemento     | QF    | Williams   | 3-6, 6-4, 6-2 |

## Competizioni a squadre

### Fed Cup

#### Finali perse (1)
| N. | Data                | Luogo                  | Superficie     | Vincitrici                                                | Finaliste                                                        | Punteggio | Dettagli     |
| 1. | 3 e 4 novembre 2012 | Praga, Repubblica Ceca | Cemento Indoor | Petra Kvitová Lucie Šafářová Květa Peschke Lucie Hradecká | Ana Ivanović Jelena Janković Bojana Jovanovski Aleksandra Krunić | 3 a 1     | Fed Cup 2012 |

### Hopman Cup

#### Finali perse (1)
| N. | Data           | Luogo            | Superficie     | Vincitrici                                | Finaliste                   | Punteggio | Dettagli        |
| 1. | 5 gennaio 2012 | Perth, Australia | Cemento Indoor | Fernando Verdasco Anabel Medina Garrigues | Ana Ivanović Novak Djoković | 2 a 1     | Hopman Cup 2012 |

## Partite con doppio-bagel

### Vinte (6)
| #    | Giocatrice            | Ranking | Evento                     | Superficie  | Turno | Punteggio |
| ---- | --------------------- | ------- | -------------------------- | ----------- | ----- | --------- |
| 2003 |                       |         |                            |             |       |           |
| 1.   | Elena Vianello        | 501     | ITF Barcellona, Barcellona | Terra rossa | 1T    | 6-0, 6-0  |
| 2004 |                       |         |                            |             |       |           |
| 2.   | Christina Zachariadou | 406     | ITF Mallorca 2, Maiorca    | Terra rossa | 2T    | 6-0, 6-0  |
| 3.   | Saori Obata           | 43      | ITF Fukuoka, Fukuoka       | Sintetico   | 2T    | 6-0, 6-0  |
| 2005 |                       |         |                            |             |       |           |
| 4.   | Martina Suchá         | 61      | Warsaw Open, Varsavia      | Terra rossa | 1T    | 6-0, 6-0  |
| 2008 |                       |         |                            |             |       |           |
| 5.   | Petra Cetkovská       | 77      | Open di Francia, Parigi    | Terra rossa | 4T    | 6-0, 6-0  |
| 2013 |                       |         |                            |             |       |           |
| 6.   | Marta Sirotkina       | 116     | Monterrey Open, Monterrey  | Cemento     | 1T    | 6-0, 6-0  |

### Perse (1)
| #    | Giocatrice    | Ranking | Evento               | Superficie | Turno | Punteggio |
| ---- | ------------- | ------- | -------------------- | ---------- | ----- | --------- |
| 2012 |               |         |                      |            |       |           |
| 1.   | Roberta Vinci | 28      | Rogers Cup, Montreal | Cemento    | 3T    | 0-6, 0-6  |

## Grande Slam Junior

### Finali perse (1)
| Anno | Avversaria          | Evento                      | Superficie | Punteggio        |
| ---- | ------------------- | --------------------------- | ---------- | ---------------- |
| 2004 | Kateryna Bondarenko | Torneo di Wimbledon, Londra | Erba       | 4-6, 7-6(2), 2-6 |

## Striscia di vittorie nei Grandi Slam
|       | Australian Open 2008 | Australian Open 2008 | Australian Open 2008 |
| Turno | Avversaria           | Ranking              | Punteggio            |
| ----- | -------------------- | -------------------- | -------------------- |
| 1T    | Sorana Cîrstea       | 106                  | 7–5, 6–3             |
| 2T    | Tathiana Garbin      | 40                   | 6–0, 6–3             |
| 3T    | Katarina Srebotnik   | 27                   | 6–3, 6–4             |
| 4T    | Caroline Wozniacki   | 64                   | 6–1, 7–6(2)          |
| QF    | Venus Williams       | 8                    | 7–6(3), 6–4          |
| SF    | Daniela Hantuchová   | 9                    | 0–6, 6–3, 6–4        |
| F     | Maria Sharapova      | 5                    | 5–7, 3–6             |

|       | Open di Francia 2008 | Open di Francia 2008 | Open di Francia 2008 |
| Turno | Avversaria           | Ranking              | Punteggio            |
| ----- | -------------------- | -------------------- | -------------------- |
| 1T    | Sofia Arvidsson      | 52                   | 6–2, 7–5             |
| 2T    | Lucie Šafářová       | 41                   | 6–1, 6–2             |
| 3T    | Caroline Wozniacki   | 34                   | 6–4, 6–1             |
| 4T    | Petra Cetkovská      | 77                   | 6–0, 6–0             |
| QF    | Patty Schnyder       | 11                   | 6–3, 6–2             |
| SF    | Jelena Janković      | 3                    | 6–4, 3–6, 6–4        |
| V     | Dinara Safina        | 14                   | 6–4, 6–3             |

|       | Wimbledon 2007   | Wimbledon 2007 | Wimbledon 2007 |
| Turno | Avversaria       | Ranking        | Punteggio      |
| ----- | ---------------- | -------------- | -------------- |
| 1T    | Melinda Czink    | 133            | 6–0, 7–6(3)    |
| 2T    | Meilen Tu        | 38             | 6–4, 6–3       |
| 3T    | Aravane Rezaï    | 60             | 6–3, 6–2       |
| 4T    | Nadia Petrova    | 9              | 6–1, 2–6, 6–4  |
| QF    | Nicole Vaidišová | 10             | 4–6, 6–2, 7–5  |
| SF    | Venus Williams   | 31             | 2–6, 4–6       |

|       | US Open 2012      | US Open 2012 | US Open 2012     |
| Turno | Avversaria        | Ranking      | Punteggio        |
| ----- | ----------------- | ------------ | ---------------- |
| 1T    | Elina Svitolina   | 176          | 6–3, 6–2         |
| 2T    | Sofia Arvidsson   | 51           | 6–2, 6–2         |
| 3T    | Sloane Stephens   | 44           | 6(4)–7, 6–4, 6–2 |
| 4T    | Cvetana Pironkova | 55           | 6–0, 6–4         |
| QF    | Serena Williams   | 4            | 1–6, 3–6         |

## Vittorie contro giocatrici Top 10
| Stagione | 2005 | 2006 | 2007 | 2008 | 2009 | 2010 | 2011 | 2012 | 2013 | 2014 | 2015 | 2016 | Totale |
| Vittorie | 3    | 2    | 14   | 7    | 0    | 3    | 2    | 3    | 2    | 10   | 1    | 1    | 48     |

| #    | Giocatrice             | Ranking | Evento                            | Superficie      | Turno   | Punteggio        | Rank. AIR |
| ---- | ---------------------- | ------- | --------------------------------- | --------------- | ------- | ---------------- | --------- |
| 2005 |                        |         |                                   |                 |         |                  |           |
| 1.   | Svetlana Kuznecova (1) | 7       | Miami Open, Miami                 | Cemento         | 4T      | 6-3, 3-6, 7-5    | 52        |
| 2.   | Vera Zvonarëva (1)     | 10      | Warsaw Open, Varsavia             | Terra rossa     | 2T      | 6-2, 6-4         | 37        |
| 3.   | Amélie Mauresmo (1)    | 3       | Open di Francia, Parigi           | Terra rossa     | 3T      | 6-4, 3-6, 6-4    | 31        |
| 2006 |                        |         |                                   |                 |         |                  |           |
| 4.   | Amélie Mauresmo (2)    | 3       | Sydney International, Sydney      | Cemento         | 2T      | 6-3, 7-5         | 21        |
| 5.   | Patty Schnyder         | 8       | Warsaw Open, Varsavia             | Terra rossa     | 2T      | 6-3, 6-2         | 20        |
| 2007 |                        |         |                                   |                 |         |                  |           |
| 6.   | Nadia Petrova (1)      | 6       | Sydney International, Sydney      | Cemento         | 2T      | 6-2, 4-2 rit.    | 14        |
| 7.   | Jelena Janković (1)    | 10      | Pan Pacific Open, Tokyo           | Sintetico (i)   | QF      | 3-6, 6-4, 6-2    | 16        |
| 8.   | Marija Šarapova (1)    | 1       | Pan Pacific Open, Tokyo           | Sintetico (i)   | SF      | 6-1, 0-1 rit.    | 16        |
| 9.   | Jelena Janković (2)    | 9       | AI Championships, Amelia Island   | Terra verde     | QF      | 7-5, 6-3         | 17        |
| 10.  | Svetlana Kuznecova (2) | 4       | German Open, Berlino              | Terra rossa     | F       | 3-6, 6-4, 7-6(4) | 16        |
| 11.  | Svetlana Kuznecova (3) | 3       | Open di Francia, Parigi           | Terra rossa     | QF      | 6-0, 3-6, 6-1    | 7         |
| 12.  | Marija Šarapova (2)    | 2       | Open di Francia, Parigi           | Terra rossa     | SF      | 6-2, 6-1         | 7         |
| 13.  | Nadia Petrova (2)      | 9       | Torneo di Wimbledon, Londra       | Erba            | 4T      | 6-1, 2-6, 6-4    | 6         |
| 14.  | Nicole Vaidišová       | 10      | Torneo di Wimbledon, Londra       | Erba            | QF      | 4-6, 6-2, 7-5    | 6         |
| 15.  | Jelena Janković (3)    | 3       | LA Championships, Los Angeles     | Cemento         | SF      | 4-6, 6-3, 7-5    | 5         |
| 16.  | Nadia Petrova (3)      | 9       | LA Championships, Los Angeles     | Cemento         | F       | 7-5, 6-4         | 5         |
| 17.  | Daniela Hantuchová (1) | 10      | Luxembourg Open, Lussemburgo      | Cemento (i)     | F       | 3-6, 6-4, 6-4    | 6         |
| 18.  | Svetlana Kuznecova (4) | 2       | WTA Tour Championships, Madrid    | Cemento         | RR      | 6-1, 4-6, 7-5    | 4         |
| 19.  | Daniela Hantuchová (2) | 9       | WTA Tour Championships, Madrid    | Cemento         | RR      | 6-2, 7-6(9)      | 4         |
| 2008 |                        |         |                                   |                 |         |                  |           |
| 20.  | Venus Williams         | 8       | Australian Open, Melbourne        | Cemento         | QF      | 7-6(3), 6-4      | 3         |
| 21.  | Daniela Hantuchová (3) | 9       | Australian Open, Melbourne        | Cemento         | SF      | 0-6, 6-3, 6-4    | 3         |
| 22.  | Jelena Janković (4)    | 4       | Indian Wells Open, Indian Wells   | Cemento         | SF      | 7-6(3), 6-3      | 2         |
| 23.  | Svetlana Kuznecova (5) | 3       | Indian Wells Open, Indian Wells   | Cemento         | F       | 6-4, 6-3         | 2         |
| 24.  | Jelena Janković (5)    | 3       | Open di Francia, Parigi           | Terra rossa     | SF      | 6-4, 3-6, 6-4    | 2         |
| 25.  | Agnieszka Radwańska    | 10      | Austria Ladies Linz, Linz         | Cemento (i)     | SF      | 6-2, 3-6, 7-5    | 4         |
| 26.  | Vera Zvonarëva (2)     | 9       | Austria Ladies Linz, Linz         | Cemento (i)     | F       | 6-2, 6-1         | 4         |
| 2010 |                        |         |                                   |                 |         |                  |           |
| 27.  | Viktoryja Azaranka     | 10      | Internazionali d'Italia, Roma     | Terra rossa     | 2T      | 6-4, 6-4         | 58        |
| 28.  | Elena Dement'eva (1)   | 6       | Internazionali d'Italia, Roma     | Terra rossa     | 3T      | 6-1, 7-6(5)      | 58        |
| 29.  | Elena Dement'eva (2)   | 6       | China Open, Pechino               | Cemento         | 3T      | 7-6(2), 7-6(4)   | 36        |
| 2011 |                        |         |                                   |                 |         |                  |           |
| 30.  | Jelena Janković (6)    | 6       | Indian Wells Open, Indian Wells   | Cemento         | 4T      | 6-4, 6-2         | 21        |
| 31.  | Vera Zvonarëva (3)     | 3       | China Open, Pechino               | Cemento         | 3T      | 6-2, 6-1         | 18        |
| 2012 |                        |         |                                   |                 |         |                  |           |
| 32.  | Caroline Wozniacki     | 4       | Indian Wells Open, Indian Wells   | Cemento         | 4T      | 6-3, 6-2         | 16        |
| 33.  | Marion Bartoli         | 7       | Indian Wells Open, Indian Wells   | Cemento         | QF      | 6-3, 6-4         | 16        |
| 34.  | Petra Kvitová          | 8       | Fed Cup, Praga                    | Cemento (i)     | F       | 6-3, 7-5         | 12        |
| 2013 |                        |         |                                   |                 |         |                  |           |
| 35.  | Angelique Kerber (1)   | 6       | Fed Cup, Stoccarda                | Terra rossa (i) | WG PO   | 7-5, 7-5         | 17        |
| 36.  | Angelique Kerber (2)   | 6       | Madrid Open, Madrid               | Terra rossa     | 3T      | 6-3, 6-1         | 16        |
| 2014 |                        |         |                                   |                 |         |                  |           |
| 37.  | Serena Williams        | 1       | Australian Open, Melbourne        | Cemento         | 4T      | 4-6, 6-3, 6-3    | 14        |
| 38.  | Angelique Kerber (3)   | 8       | Dubai Tennis Championships, Dubai | Cemento         | 1T      | 3-6, 6-3, 7-6(6) | 12        |
| 39.  | Simona Halep (1)       | 5       | Fed Cup, Bucarest                 | Terra rossa (i) | WGII PO | 6-3, 7-6(2)      | 12        |
| 40.  | Jelena Janković (7)    | 8       | Stuttgart Open, Stoccarda         | Terra rossa (i) | SF      | 6-3, 7-5         | 12        |
| 41.  | Marija Šarapova (3)    | 7       | Internazionali d'Italia, Roma     | Terra rossa     | 3T      | 6-1, 6-4         | 13        |
| 42.  | Marija Šarapova (4)    | 10      | Cincinnati Open, Cincinnati       | Cemento         | SF      | 6-2, 5-7, 7-5    | 11        |
| 43.  | Angelique Kerber (4)   | 8       | Pan Pacific Open, Tokyo           | Cemento         | SF      | 7-5, 6-3         | 10        |
| 44.  | Caroline Wozniacki (2) | 9       | Pan Pacific Open, Tokyo           | Cemento         | F       | 6-2, 7-6(2)      | 10        |
| 45.  | Eugenie Bouchard       | 5       | WTA Finals, Singapore             | Cemento (i)     | RR      | 6-1, 6-3         | 7         |
| 46.  | Simona Halep (2)       | 4       | WTA Finals, Singapore             | Cemento (i)     | RR      | 7-6(7), 3-6, 6-3 | 7         |
| 2015 |                        |         |                                   |                 |         |                  |           |
| 47.  | Ekaterina Makarova     | 9       | Open di Francia, Parigi           | Terra rossa     | RR      | 7-5, 3-6, 6-1    | 7         |
| 2016 |                        |         |                                   |                 |         |                  |           |
| 48.  | Simona Halep (3)       | 3       | Dubai Tennis Championships, Dubai | Cemento         | 2T      | 7-6(6),6-2       | 17        |

## Montepremi annuali
| Anno   | Grandi Slam | Tornei WTA | Vittorie Totali | Guadagni ($) | #   |
| ------ | ----------- | ---------- | --------------- | ------------ | --- |
| 2003   | 0           | 0          | 0               | 2.630$       | 732 |
| 2004   | 0           | 0          | 0               | 58.010$      | 166 |
| 2005   | 0           | 1          | 1               | 472.547$     | 29  |
| 2006   | 0           | 1          | 1               | 671.616$     | 20  |
| 2007   | 0           | 3          | 3               | 1.960.354$   | 4   |
| 2008   | 1           | 2          | 3               | 3.119.640$   | 4   |
| 2009   | 0           | 0          | 0               | 914.725$     | 16  |
| 2010   | 0           | 2          | 2               | 774.025$     | 24  |
| 2011   | 0           | 1          | 1               | 746.925$     | 28  |
| 2012   | 0           | 0          | 0               | 1.001.752$   | 16  |
| 2013   | 0           | 0          | 0               | 1.055.383$   | 24  |
| 2014   | 0           | 4          | 4               | 2.317.649$   | 12  |
| 2015   | 0           | 0          | 0               | 1.898.722$   | 13  |
| 2016   | 0           | 0          | 0               | 516.809$     | 68  |
| Totale | 1           | 14         | 15              | 15.510.787$  | 25  |

 I colori sono utilizzati quando la tennista compare tra le prime 10 in ordine di guadagni annuali. 

## Premi e riconoscimenti
- Giocatrice più migliorata (2005)
- Giocatrice più migliorata (2007)
- Karen Krantzcke Sportsmanship Award (2007)
- Diamond Aces Award (2008)
- Humanitarian of the Year Award (2008)
- German Tennis Magazine Michael Westphal Award (2008)
- International Tennis Writer's Association Ambassador of the Year (2008)
- Humanitarian of the Year Award (2009)
- Inserita tra le "30 leggende del tennis femminile: passato, presente e futuro" dal TIME Magazine (giugno 2011)
- Donna serba dell'anno facente parte di un team (2012, come parte della Squadra serba di Fed Cup)
- Tennista serba dell'anno (2012)
- Premio "orgoglio della nazione" (da parte della Federazione serba di tennis)
- Ordine della Stella dei Karađorđević